# متلاشی
متلاشی (آلمانی: Scherben) یک فیلم صامت درام به کارگردانی لوپو پیک محصول سال ۱۹۲۱ است. از بازیگران آن می‌توان به ورنر کراوس، پاول اوتو، و لوپو پیک اشاره کرد.
متلاشی نخستین نمونه از فیلم‌های موسوم به کامرشپیل به‌شمار می‌رود.